# Jeníkovice (Hradec Králové)
Jeníkovice é uma comuna checa localizada na região de Hradec Králové, distrito de Hradec Králové‎.